# Zlatar
Zlatar város és község Horvátországban Krapina-Zagorje megyében. Közigazgatásilag Belec, Borkovec, Cetinovec, Donja Batina, Donja Selnica, Ervenik Zlatarski, Gornja Batina, Gornja Selnica, Juranšćina, Ladislavec, Martinšćina, Petruševec, Ratkovec, Repno, Šćrbinec, Vižanovec, Završje Belečko és Znož települések tartoznak hozzá.

## Fekvése
Zágrábtól 32 km-re északkeletre a Horvát Zagorje területén fekszik.

## Története
Zlatart a 13. század végén "Zlatharia" néven királyi birtokként említik először. Maga a település a Szentháromság tiszteletére szentelt kápolnájával 1451-ben Cillei Frigyes gróf adománylevelében szerepel először "Zlatharya" alakban. A középkorban az osterci Szent Márton plébániához tartozott, melyet 1789-ben a lobori plébániához csatoltak. Borkovec birtokosa Fodróczy György 1464-ben Mátyás királytól zlatarra vásártartási jogot kapott. 1659-ben Keglivich Péter kérésére I. Lipót király Szent Lőrinc és Szent Bertalan ünnepére évi két országos vásár tartására adott engedélyt a zlatari Szűz Mária kápolna mellett. A korábban említett Szentháromság kápolna sorsa nem ismert. A 15. századi Szűz Mária kápolna helyett a 17. század elején a hívek új kápolnát építettek, melyet Domitrovics Péter zágrábi püspök szentelt fel a Nagyboldogasszony tiszteletére. Az egyhajós épület szentélyében a Mária mennybemenetele oltár állt, a két mellékoltárt Szent András és Szent János apostoloknak szentelték. A kápolnának szószéke, kórusa, orgonája és harangtornya is volt benne két haranggal.
Kedvező elhelyezkedésének köszönhetően a török veszély elmúltával Zlatar fejlődése is megindult. 1699-ben Martinšćinából a plébánia székhelyét Zlatarba tették át. A régi kápolna helyén, lényegében annak bővítésével felépült az új Nagyboldogasszony plébániatemplom, melyet 1762-ben szenteltek fel. A 19. században fellendült a kulturális élet is. 1842-ben létrehozták első iskoláját, első tanítója Ladislav Kutnjak volt. 1866-ban az alispáni intézmény megszűnésével a város 11 év után elveszítette a megyén belüli korábbi rangját és mindössze járási székhely és községközpont maradt. 1873-ban Zlatarban megalakult az első olvasókör, melynek hetven tagja volt. 1877-ben létrehozták az önkéntes tűzoltóegyletet, 1883-ban pedig a vadásztársaságot. 1906-ban a templom közelében Mihinić plébános kezdeményezésére új lány nevelde és kolostor létesült. 1907-ben bevezették a telefont, kerékpáros klub, énekkar és tamburazenekar alakult. Még ebben az évben két helyi hetilap is megjelent a “Hrvatska Hrvatom” és a “Zlatarski tjednik “, melyeket Viktor Suliboj itteni nyomdájában állítottak elő.
A településnek 1857-ben 1276, 1910-ben 2535 lakosa volt. Trianonig Varasd vármegye Zlatari járásának székhelye volt. 1922-ben megalapították az Oštrc labdarúgó egyesületet. A második világháború alatt a partizánok kétszer támadták Zlatart. Először 1943 októberében, majd 1944 januárjában, végül 1945. május 9-én vonultak be a városba.
1955-ben Zlatar járási székhely lett, Zlatar község pedig 1962-ben alakult meg újra. 2001-ben a községnek összesen 6506, a városnak magának 2889 lakosa volt.

## Nevezetességei
- A Nagyboldogasszony tiszteletére szentelt plébániatemplom[2] elődje az azonos titulusú kápolna még a 17. század elején épült. Ennek meghosszabbításával és szélesítésével épült meg a későbbi plébániatemplom. Először az új szentélyt, a sekrestyét és a Szent Kereszt kápolnát építették fel. A legnagyobb építkezések Juraj Bišćan és Matija Antun Lončarić plébánosok idején 1758 és 1768 között zajlottak, ekkor nyerte el a templom a mai latin kereszt alaprajzú alakját. A főhajó 22 méter hosszú és 9 méter széles, a szentély 10 méter hosszú és 8 méter széles, a mellékhajók 9 méter hosszúak és 7 méter szélesek lettek. A főhajó magassága 15 méter, a harangtorony 37,60 méter magas. Az új barokk plébániatemplomot 1762. augusztus 22-én szentelte fel Stjepan Putz zágrábi püspök. A templom átépítése 1887 és 1889 között történt Herman Bolle tervei szerint neogótikus stílusban. Ekkor épültek a Szent József, a Szent Borbála, a Szent Balázs és Nepomuki Szent János oltárok, a Szent Kereszt oltár helyett pedig Jézus Szíve oltár épült. A sekrestyét az északi oldalra a torony mellé tették át. Az új orgona 1889-ben készült Hefferer zágrábi műhelyében, a régi barokk orgonát Lovrečannak adták. A templomot 1902-ben teljesen kifestették. Második megújítása Ivan Mihelčić plébános idején a 20. század első felében történt. 1913-ban elkészült az új keresztút. 1934-ben Josip Andres újra teljesen kifestette a belsejét. A plébánia alapításának 300. évfordulójára elkészült a templom megújított főoltára, melyet 1999. október 31-én szenteltek fel. J. Holzinger alkotása. Kincsei közül a legértékesebbek két kehely 1761-ből és 1762-ből, valamint az 1796-ban készült szentségtartó.
- Az emeletes késő barokk plébánia 1698-ban épült a plébániatemplomtól északnyugatra. 1870-ben teljesen átépítették. Téglalap alakú alaprajza van egy központi folyosóval, amely mentén a helyiségek sorakoznak. Az emeleti öt szoba közül a legnagyobb a homlokzat közepén található. Az öt ablakkal rendelkező főhomlokzat a templom és a település központja felé néz. Az oldalsó homlokzatok két-két ablakkal rendelkeznek, az ablaknyílások aszimmetrikusan vannak elrendezve. Teteje nyeregtető. Méreteivel és díszítésével annak a 19. századi épülettípusnak a szép példája, amely a késő barokk kúria épülettípusából alakult ki. A plébánia historikus bútorokkal van berendezve.[3]
- A Keglevich család emeletes kúriája a 18. század végén épült. Az egyemeletes, téglalap alaprajzú, sátortetős ház Zlatar kellős közepén, a plébániatemplommal szemben áll. A tértől egy kerttel van elválasztva. A külső palástfal kialakítása eltér a megszokott sémáktól. A homlokzatok függőlegesen tagoltak, hangsúlyos, ablaknyílásokkal rendelkező mezőket kialakítva, míg a vízszintes tagolás hiányzik. Az emeleti részt a harangokkal ellátott drapéria motívummal gazdagon díszített ablakkeretek emelik ki. Az épület jelentős példája a 18. századi barokk egy épületszárnnyal rendelkező kastélyoknak.[4]
- A zlatari Sokol-ház 1910-ben épült Juraj Žerjavić máriabesztercei plébános adományából. A földszintes, csarnok típusú épület, téglalap alakú alaprajzzal, nyeregtetővel, a keskenyebb, oromzatos oldal közepén kialakított bejárattal. Jellegzetes a homlokzat ikonográfiája, melyet sólyomszimbólumokkal díszítettek, amelyek a bejárati portál feletti medálban, az ablakszegélyek felett, a sarokpilasztereken, és azokon a freskókon jelennek meg, amelyeket a Bogumil Car készített 1914-ben. Az épületet az ép testben ép lélek gondolat ihlette, az egyfajta „Gesamtkunstwerk” példája, amelyben a szecesszió és a neoklasszicizmus elemei fonódnak össze.[5]
- Szent Cirill és Metód tiszteletére szentelt kápolnája 1883-ban épült.
- Zlatarban művészeti galéria működik, ahol minden második évben megrendezik a horvát képzőművészek találkozóját.
- Zlatar várának csekély maradványai.

## Külső hivatkozások
- Hivatalos oldal
- Zlatar információs portálja
- A zlatari Nagyboldogasszony plébánia blogja
- Az Ante Kovačić alapiskola honlapja
- A középiskola honlapja
- A városi könyvtár honlapja
- A zagorjei horvát borút honlapja